# Mercedes-Benz R231

Mercedes-Benz R 231 este un roadster al producătorului german de automobile Mercedes-Benz. 
A avut premiera mondială oficial la Salonul International Auto Nord în ianuarie 2012 și a ajuns pe 31 martie 2012 pe piața europeană.
Modelul SL 350 are motorul de 3.5 litri V6 pe benzină care produce 225kW și 370Nm cuplu. Este în scădere față de vechiul model 232kW, dar cuplul a crescut cu 10 newtoni. Conform Mercedes accelerează de la 0-100 km/h în 5.9 secunde și viteza maximă este evaluată la 210 km/h.
SL 500 are motorul de 4.6 litri V8 cu 320kW și un cuplu de 700 Nm. O creștere semnificativă față de 285 kW și 530 Nm ale motorului vechi.
Este disponibil cu două sisteme de suspensie diferite cu amortizare reglabile semi-activi ca dotare standard și opțional sistem activ de suspensie ABC (Active Body Control), care este disponibil ca o alternativă.
Are dotările standard: ASR, ABS, BAS, ESP ,transmisie automată 7G -Tronic Plus cu 7 trepte cu un indicator de schimbare a vitezelor, sistem start-stop și șase airbag-uri: airbag pentru șofer și pasagerul de alături și câte două airbaguri laterale în scaune, care protejeaza trunchiul în timpul unui impact lateral, detectarea oboselii Attention Assist.
Asistență la pornirea în rampă, o frână de parcare electrică și radio Comand. 
De la modelul SL 500 are sistemul 3D multimedia COMAND care conține vocea de control Linguatronic. Aceasta include acces la internet.
Control automat al climei pe două zone este standard.

## SL 63 AMG
Modelul SL 63 AMG se bazează pe o nouă structură de caroserie din aluminiu, care contribuie la o reducere a greutății cu 125 kg față de predecesorul său din oțel.
AMG SL63 are șasiul din aluminiu intensiv care devine versiunea calibrată unic al sistemului avansat Active Body Control oferit standard pe SL.
Pentru a diferenția vizual SL 63 AMG de la frații săi mai mici a fost echipat cu un kit de caroserie AMG.
Partea frontală are gurile de aerisire mai mari, lămpi unice cu LED-uri de zi și un radiator AMG cu grila jaluzelelor duble din crom.
Pe fiecare parte sunt panouri unice pragurilor, precum și inscripția "V8 biturbo" pe gurile de aerisire. 
Partea din spate a caroseriei sport AMG cu 4 țevi de evacuare, un eleron mic pe spate și insigna AMG pe partea dreaptă. 
Motorul M157 de 5.5 litri V8 twin-turbo oferă 537 CP (395 kW; 530 CP) la 5500 rpm și 800 Nm. Garda la sol variază în funcție de modul de conducere și viteza.
Transmiterea puterii către roțile din spate se realizează cu AMG Speedshift Plus care are șapte trepte multi-ambreiaj.
AMG Performance Package crește puterea motorului la 564 CP, crește viteza maximă la 300 km/h (186 mph), capacul motorului este din fibră de carbon AMG și eleronul AMG, axele diferențiale de blocare AMG, volanul AMG este cu piele Nappa/DINAMICA.

## SL 65 AMG
Are un motor de 6.0 litri V12 bi-turbo cu 36 de valve care dezvoltă 630 de CP și cuplul maxim este de 1000 NM.
Transmisia AMG SPEEDSHIFT PLUS 7G-TRONIC are patru moduri de funcționare: Manual, Sport Plus, Sport, și Controlled Efficiency.
Mercedes a anunțat un consum mediu cu 17% mai mic față de generația anterioară, până la 9.6 litri/100 de km și emisii de 270 g/km. Este disponibil din luna septembrie 2012.

## SL 65 AMG "45th ANNIVERSARY"
Ediția specială SL65 AMG 45th Anniversary Edition sărbătorește parteneriatul dintre AMG și Mercedes în ultimii 45 de ani.
Producția a fost limitată la 45 de bucăți care au fost scoase la vânzare în septembrie 2012.
SL65 AMG dispune de o vopsea mată numită Designo Magno Graphite, tapițerie din fibră de carbon pe oglinzi și spoilere. Capota este din fibră de carbon/aluminiu, un sistem de evacuare sport și jenți AMG cu un finisaj gri titan.
Interiorul are scaune personalizate din piele moale, ornamente mate din fibră de carbon și pedale din aliaj.
Dispune de un sistem audio Bang & Olufsen, un sistem de comandă infotainment on-line și de scaune AIRSCARF.
Are un motor de 6.0 litri V12 biturbo, care produce 630 CP (463 kW / 621 CP) și 1000 Nm cuplu transmite puterea prin transmisia AMG Speedshift Plus 7G-Tronic.
Mașina are jantele forjate AMG 19 țoli pe față, 20 de țoli în spate pictat titan cu cauciucurile de 255/35 pe față și 285/30 pe spate.